# Star Wars: Ewoks
Star Wars: Ewoks is een Amerikaanse animatieserie gebaseerd op het Star Warsfranchise. De serie liep van 7 september 1985 t/m 10 januari 1987.
De serie draait om de Ewoks, wezens die voor het eerst te zien waren in de film Star Wars: Episode VI: Return of the Jedi.
De serie was een productie van Nelvana, in opdracht van Lucasfilm. De serie bestaat uit twee seizoenen van elk 13 afleveringen.

## Verhaal
Het verhaal focust zich voornamelijk op een Ewok genaamd Wicket W. Warrick, en speelt zich af in de jaren voor de Battle of Endor.
Een regelmatig terugkerende schurk in de serie was de Tulghaheks Morag, die een vete had met de shaman van de Ewokstam. Ook kregen de Ewoks te maken met de Duloks, een rivaliserend ras.

## Locaties
- Endor
- De Ruimte
- Een Imperial Star Destroyer

## Achtergrond
- Voor het gemak van de kijker spraken de Ewoks in de serie gewoon Engels in plaats van hun fictieve taal uit de film.
- Het tweede seizoen van de serie was gericht op een jonger publiek dan het eerste seizoen. Dit is te merken aan de veranderingen in de verhaallijnen.
- In het eerste seizoen bevatte elke aflevering 1 verhaal van 30 minuten. In het tweede seizoen werd elke aflevering opgesplitst in twee subafleveringen.
- In de laatste aflevering is te zien hoe het Galactische Keizerrijk Endor ontdekt. Dit verklaart mogelijk waarom in de film hier de tweede Death Star werd gebouwd.
- De serie is een vervolg op de twee Ewok-films: Caravan of Courage (1984) en The Battle for Endor (1985).

## Stripserie
In 1986 maakte Star Comics, een subtak van Marvel Comics, een tweemaandelijkse stripreeks gebaseerd op de animatieserie. Deze serie liep twee jaar, met een totaal van 14 delen. Net als de televisieserie was de stripreeks bedoeld voor jonge lezers.

## Afleveringen

### Seizoen 1
1. The Cries of the Trees
2. The Haunted Village
3. Rampage of the Phlogs
4. To Save Deej
5. The Travelling Jindas
6. The Tree of Light
7. The Curse of the Jindas
8. The Land of the Gupins
9. Sunstar vs. Shadowstone
10. Wicket's Wagon
11. The Three Lessons
12. Blue Harvest
13. Asha

### Seizoen 2
1. Home Is Where the Shrieks Are/Princess Latara
2. The Raich
3. The Totem Master/A Gift for Shodu
4. Night of the Stranger
5. Gone with the Mimphs/The First Apprentice
6. Hard Sell/A Warrior and a Lurdo
7. The Season Scepter
8. Prow Beaten/Baga's Rival
9. Horville's Hut of Horrors/The Tragic Flute
10. Just My Luck/Bringing Up Norky
11. Battle for the Sunstar
12. Party Ewok/Malani the Warrior